# كواغي سنان باشا
كواغي سنان باشا هو سياسي عثماني، تولى منصب قبطان باشا.

## مناصبه
تولى المناصب التالية:
- قبطان باشا (1491–1492)